# Économie de marché
 (octobre 2023).
 (octobre 2023).
- Si vous ne connaissez pas le sujet, laissez ce bandeau (vous pouvez alors contacter les auteurs).
- Si vous supprimez le contenu mis en cause (vous pouvez préalablement contacter les auteurs),

argumentez précisément cette suppression dans la page de discussion
(un manque de référence n'est pas un argument ; une recherche réelle de référence doit avoir été effectuée, être formellement documentée).
Une économie de marché est un système économique fondé sur des échanges effectués directement par les individus de manière décentralisée dans un contexte où l'État intervient peu ou pas du tout. L'économie de marché est donc un modèle où les décisions de produire, d'échanger et d'allouer des biens et services rares sont déterminées majoritairement à l'aide d'informations résultant de la confrontation de l'offre et de la demande telle qu'établie par le libre jeu du marché. Confrontation qui détermine les informations de prix, mais aussi de qualité et de disponibilité.
Le capitalisme représente l'incarnation concrète la plus proche de l'économie de marché.
L'économie de marché s'oppose aux modèles économiques étatistes comme l'économie planifiée, ainsi qu'à l'auto-gestion. Des théories comme celles d'Oskar Lange sur le socialisme de marché, où l'Etat jouerait le rôle des fluctuations incrémentales des prix, souligne la complexité des différents systèmes économiques. Karl Polanyi montre dans La Grande Transformation que l'économie de marché est une construction sociohistorique et non un phénomène naturel comme le laissent entendre certains néoclassiques.

## Définitions

### Les prix et le marché
Au cœur de l'économie de marché, le mécanisme de l'offre et de la demande concourt à la découverte et à l'établissement des prix. Ce mécanisme opère par arbitrage pour un horizon donné et pour une qualité donnée entre des valeurs représentatives du bien ou du service concerné : d'une part la valeur de son coût intrinsèque (prix de revient) mais aussi d'autre part sa valeur d'échange (prix relatif, c'est-à-dire du prix d'un produit ou d'un service par rapport aux autres).
Les prix représentent aussi une source d'information. Cette théorie provient de controverse sur la question du calcul économique et de Friedrich Hayek. Pour Ludwig von Mises, le système de prix libres est le seul moyen de coordination des actions des millions d'individus qui composent l'économie d'un pays car seuls les prix transmettent des informations sur le niveau de demande et d'offre des biens et services. Friedrich Hayek relaie cette idée et insiste pour sa part sur le rôle des prix comme vecteur de transmission de l'information disponible aux individus.
L'économiste Milton Friedman résume cela en écrivant que le système de prix libres remplit trois fonctions :
1. transmission de l'information sur l'offre et la demande ;.
2. incitation pour les producteurs à s'orienter vers les secteurs aux prix élevés et, partant, à permettre un retour à l'équilibre ;
3. répartition des revenus.

### Concurrence
Pour Robert Gilpin la dynamique de l'économie de marché fait intervenir également d'autres facteurs comme la concurrence et l'aptitude à la survie des acteurs dans l'activité économique .
Cette dynamique propre au marché représente un facteur expliquant la diffusion de la croissance économique et l'extension géographique des échanges dans un espace plus large, au-delà des frontières politiques des États.

### Élargissement du concept
Pour Roger Guesnerie « À l'aune de l'esquisse qui est faite ici d'une économie de marché -des marchés appuyés sur la monnaie et le droit-, nombre d'économies historiquement datées ont droit au label d'économies de marché ».
D'une manière générale, il serait plus exact de parler des économies de marchés plutôt que de l'économie de marché, tant le système est dépendant des contextes et institutions très diverses qui accompagnent et soutiennent les marchés.
Dans cette perspective, la volonté de prendre en compte les aspects sociaux en Europe après la Seconde Guerre mondiale a conduit à l'émergence du concept d'économie dite « sociale de marché », qui a été décliné selon différentes variantes propres aux pays concernés.
Aujourd'hui, l'importance croissante accordée à l'environnement peut laisser entrevoir une évolution vers une « économie durable de marché » voire une « économie sociale et durable de marché ».

## Distinctions

### Capitalisme
Certains auteurs posent clairement une distinction entre économie de marché et capitalisme.
Pour Fernand Braudel, les régimes de production/répartition des biens et services ont évolué selon trois formes historiques successives :
1. celle de la vie matérielle primitive où le processus d'auto-suffisance et d'auto-consommation se déroule de manière très locale, à l'échelle de l'individu, de la famille ou de petits groupes. Ici on produit pour se suffire, uniquement, à soi-même. L'échange et donc le marché n'existent pas.
2. celle de l'économie de marché, telle qu'elle découle des échanges rendus nécessaires par une plus grande spécialisation et une plus large division du travail : chacun produit une catégorie spécifique de bien et doit fatalement échanger avec les autres pour se procurer les biens qu'il ne produit plus et ainsi satisfaire l'ensemble de ses besoins.
3. celle du capitalisme, amorcée par les entreprises de « commerce ou de négoce au long cours » et qui se financiarise inéluctablement pour engendrer un système où l'échange commercial n'est plus que le support ou le prétexte de gains financiers. Pour lui, « le capitalisme dérive par excellence des activités économiques au sommet ou qui tendent vers le sommet. En conséquence, ce capitalisme de haut vol flotte sur la double épaisseur sous-jacente de la vie matérielle et de l'économie cohérente de marché, il représente la zone de haut profit »[5]. D'une façon générale, Braudel[6] distingue deux types d'échanges : « l'un terre à terre, concurrentiel puisque transparent » qui relève de l'économie de marché et « l'autre supérieur, sophistiqué, dominant » qui relève du capitalisme.

### Économie sociale de marché
Issue d'un concept et d'une pratique liée à l'ordo-libéralisme, l'expression recouvre  un sens plus large. Ainsi, Mario Monti, le commissaire européen, distingue les économies de marché de type anglo-saxon des économies sociales de marché allemande ou française. Pour lui, l'économie de marché doit non seulement être compatible, mais aussi être en mesure de financer la protection sociale par une imposition redistributive, de même que promouvoir un certain volontarisme des gouvernements et des institutions européennes en faveur de l'économie dans le respect des règles européennes de la concurrence. En effet, dans l'optique libérale la concurrence entraîne la baisse des prix. Cela protège le pouvoir d'achat des individus et favorise l'innovation,. Le capitalisme, lui, encouragerait en réalité des comportements criminels, crapuleux et opportunistes.

### Économie socialiste de marché
Pour Robert Gilpin, l'essence du marché réside dans le rôle des prix relatifs dans le processus d'allocation des ressources tandis que celle du capitalisme réside dans la propriété privée des moyens de production. Au niveau théorique, une économie socialiste de marché composée d'acteurs publics et de travailleur non libres est pour lui concevable comme cela est envisagé dans le concept d'économie socialiste de marché.

## Marchés imparfaits
Il n'y a pas sur le plan théorique d'unanimité quant à la définition précise de l'économie de marché. On constate en revanche l'existence et la pratique de modèles les plus divers où le mécanisme d'économie de marché est amené à coexister et à composer avec des logiques ou contraintes plus ou moins compatibles.

### Oligopoles
Le régime de la concurrence pure et parfaite n'étant pas concrétisé dans la réalité,
- il n'existe pas « un » marché général où se produit la confrontation de toutes les offres et de toutes les demandes, mais « des » marchés plus ou moins inter-connectés sinon cloisonnés qui donnent lieu à des confrontations partielles. (ex : marché des biens, des matières premières, des services, du travail, des changes, des capitaux, marché monétaire, marché immobilier, etc.)
- les imperfections de marché prospèrent :

Monopole, duopole, oligopole, cartel, entente, position dominante, etc.
asymétrie de l'information, délai et effet retard, goulet d'étranglement, etc.
- la demande exprimée sur un marché est perçue la plupart du temps à travers le prisme déformant de la demande solvable, c'est-à-dire celle qui émane des opérateurs disposant du pouvoir d'achat monétaire suffisant.

### Intervention de lapuissance publique
Des actions collectives peuvent être organisées pour promouvoir ou défendre des valeurs positives ou des règles sociales, culturelles, morales, voire religieuses :
- l'économie publique ayant une place complémentaire (ex : les services publics), ou centrale (ex: le capitalisme d’État) ;
- l'économie sociale pour pallier les insuffisances ou déficiences du marché (ex : les mécanismes de protection sociale, d'assistance, de solidarité, d'État providence) ;
- l'interventionnisme d'État ou dirigisme via l'économie planifiée ou l'économie administrée ;
- le commerce équitable comme projet d'organisation visant à faire une meilleure place à certains producteurs en danger d'être marginalisés ou évincés du marché courant[11] ;
- l'élaboration de normes - à caractère volontaire, incitatif ou obligatoire - peuvent contribuer à préciser ou encadrer la définition des pratiques de conception, de production ou de distribution des biens et services pour des motifs de protection de la qualité ou de la sécurité dues au consommateur/usager.

### Échanges non-marchands
L'économie dite non marchande ou domestique ne donne pas lieu à échange rémunéré (ex : jardins familiaux, baby-sitting non rémunéré, femmes au foyer, aide des grands-parents…). L'économie de troc et/ou l'économie de subsistance se situe relativement à l'écart des flux économiques (ex. : pratiques de certaines zones rurales du tiers monde ou très déshéritées). L'économie spéculative ou exclusivement financière qui introduisent des logiques de type « argent ⇒ marchandise ⇒ argent » dénoncées par certains comme représentant des déconnexions forcées de l'économie réelle. (ex. : spéculation sur les matières premières). L'économie souterraine ou les « trafics » opérés sur des marchés parallèles ou occultes (ex : le trafic de drogue, le travail ou le marché au noir, ou le proxénétisme…). Les phénomènes de corruption ou de délit d'initié qui visent par leur nature à fausser le libre jeu des forces du marché.

### Protectionnisme
L'économie de marché s'arrête difficilement au niveau d'un seul pays, si vaste soit-il. Au niveau international, elle est d'autant plus développée que les divers pays pratiquent le libre-échange.
Cela dit, en pratique beaucoup de pays revendiquent pour leurs exportations les règles applicables à l'économie de marché (sinon la clause de la nation la plus favorisée), en organisant par ailleurs vis-à-vis des importations des règles fort peu réciproques (protectionnisme) :
Certains pays issus du collectivisme — comme la Chine — se veulent « économie socialiste de marché », alors qu'ils sont encore des économies marquées par l'empreinte du Capitalisme d'État.
D'autres pays bénéficient de conditions de coûts qui leur permettent de pratiquer une concurrence jugée « déloyale » par leurs rivaux plus développés.
D'autres pays se trouvent dans une situation où la structure des flux échangés les entraîne vers la détérioration des termes de l'échange.

## Débats actuels

### L'économie de marché: l'exemple du débat en France
Un débat donne lieu à un fort questionnement assorti de multiples prises de position :
Échanges entre socialistes « réformistes » et socialistes « fondamentalistes »
- Michel Rocard se targue souvent « d'avoir mis des décennies à apprendre l'économie de marché aux socialistes »[13].
- le tournant de la rigueur survenu en 1983 motive la gauche réformiste pour accepter de facto l'économie sociale de marché.

- - La question des privatisations. Elles sont menées tant par des gouvernements de droite que de gauche (100 milliards de francs sous le gouvernement de Jacques Chirac (1986-1988), 40 milliards sous le gouvernement d'Alain Juppé, et 210 milliards sous le gouvernement de Lionel Jospin) ;
  - la question d'une déréglementation partielle des marchés financiers ;
- la question d'éventuelles autres possibilités (d'un modèle de croissance verte à celui d'une décroissance soutenable, appuyée sur une Économie de la fonctionnalité)

### La prise en compte du développement durable
L'économie de marché non régulée n'est pas forcément compatible avec les exigences du développement durable. En effet, la recherche de la maximisation du profit par les entreprises ne va pas spontanément dans le sens d'un développement durable, car elle conduit à des raisonnements de court terme (voire de spéculation), et elle tend à la satisfaction des intérêts des seuls actionnaires des entreprises.

### Les effets des valeurs: exemple de la doctrine catholique
L'encyclique Caritas in Veritate de Benoît XVI (juillet 2009) indique que les acteurs de la vie économique ne peuvent se limiter au marché seul, mais « que l'économie doit aussi impliquer l'État et la société civile » :

« La vie économique a sans aucun doute besoin du contrat pour réglementer les relations d’échange entre valeurs équivalentes. Mais elle a tout autant besoin de lois justes et de formes de redistribution guidées par la politique, ainsi que d’œuvres qui soient marquées par l’esprit du don. L’économie mondialisée semble privilégier la première logique, celle de l’échange contractuel mais, directement ou indirectement, elle montre qu’elle a aussi besoin des deux autres, de la logique politique et de la logique du don sans contrepartie. »

« Mon prédécesseur Jean-Paul II avait signalé cette problématique quand, dans Centesimus annus, il avait relevé la nécessité d’un système impliquant trois sujets : le marché, l’État et la société civile. »

— Encyclique Caritas in Veritate, chapitre III, § 37 et 38

### Le rôle de l'État
L'intervention de l'État, qui représente les « intérêts publics » (notion à définir), est considérée par certains comme nécessaire. Elle se fait actuellement de la façon suivante :
Être exemplaire en matière de développement durable :
- Définir une stratégie nationale de développement durable,
- Mettre en œuvre cette stratégie en mettant en place des organisations dédiées au développement durable dans les ministères et les collectivités territoriales (ex. : ministère de l'environnement ou du développement durable),
- Lancer des actions concrètes comme le Grenelle de l'environnement.
- Encadrer le marché par l'application forcée des règles le concernant (concurrence, propriété privée, droit du travail…)[14].

Participer aux différentes initiatives qui ont lieu au niveau international sur le développement durable, sommets de la Terre, sommets de l'eau, protocole de Kyoto et ses suites, réunions sur la biodiversité…
Définir de nouvelles règles du jeu :
- En France, les entreprises cotées en bourse doivent rendre compte des conséquences sociales et environnementales de leur activité (article 116 de la loi sur les Nouvelles Régulations Économiques),
- Principe du bonus-malus écologique pour les véhicules automobiles,
- Mise en place d'une finance du carbone.

Toutefois, les évaluations portant sur la mise en œuvre des Nouvelles Régulations Économiques en France montrent qu'assez peu d'entreprises se conforment réellement aux exigences de la loi. En effet, le non-respect de la loi n'entraîne aucune sanction vis-à-vis des entreprises. Il s'agit d'un droit mou.
On peut imaginer d'autres actions des États :
- Changer les règles de comptabilisation de la richesse. Par exemple, des études ont montré que le produit intérieur brut (PIB) ne prend pas en compte la diminution du capital naturel. L'INSEE a retenu le PIB comme indicateur de développement durable, alors qu'en réalité les effets à long terme de la croissance économique sur l'environnement ne sont pas pris en compte par le PIB. Il est clairement de la responsabilité des États de définir des instruments de mesure de la croissance économique, en l'occurrence des indices macroéconomiques, qui rendent compte efficacement de la conformité des agents économiques par rapport aux principes de développement durable (PIB vert).
- Mettre en place une fiscalité favorable aux produits durables (taxe carbone),
- Adapter l'enseignement,
- Sensibiliser la société civile en donnant le feu vert à tous les moyens permettant de montrer les dangers sur l'homme des activités[15] qui menacent l'environnement et le développement durable.
- etc.

### La société civile
La société civile intervient par l'intermédiaire de ses représentants, organisés en parties prenantes (organisations professionnelles, organisations syndicales, organisations non gouvernementales…). Par exemple, en matière environnementale, les parties prenantes représentatives sont les ONG (organisations non gouvernementales) (environnementales (WWF, Greenpeace, Amis de la Terre…).
Les parties prenantes peuvent se concevoir par rapport aux autorités politiques, ou bien par rapport aux entreprises.

### La perspective social-libérale
Par rapport à la perspective catholique, les sociaux-libéraux s'interrogent sur la notion même d'État. La distinction société civile/État leur pose un problème car elle suppose, à la manière de ce qui existe dans l'Église, une prépondérance donnée à la hiérarchie de l'État sur les citoyens.

### Statut de l'OMC
L'Organisation mondiale du commerce (OMC) octroie le « statut d’économie de marché » (SEM) aux États. Un pays qui importe des produits depuis un pays qui n'en bénéficie pas est autorisé à ne pas tenir compte du prix pratiqué sur le marché intérieur de l’État exportateur.
La Chine s'est ainsi vue attribuer ce statut en 2016, conformément à l'accord convenu lors de son adhésion en 2001,. Avant même cette décision de l'OMC, plus de 80 pays dans le monde avaient reconnu le statut d'économie de marché à la Chine. Cependant, les États-Unis s'y opposent,. De son côté, l'Union européenne a mis en place une nouvelle méthodologie anti-dumping qui ne cible plus spécifiquement la Chine : Jean Quatremer estime ainsi qu'« en clair, l’Union va continuer à considérer que la Chine n’est pas un pays à économie de marché, mais sans le proclamer et en évitant les foudres de l’OMC »,. D'autre part, un rapport détaillé de la Commission européenne émettait des doutes en décembre 2017 sur la nature d'« économie de marché » de l'« économie socialiste de marché » de la Chine,.